# ديفيد بويد (كاتب)
ديفيد بويد هو كاتب للأطفال وكاتب كندي، ولد في 7 مارس 1951 في سانت استيفان، نيو برونزويك ‏ في كندا.